# Roztoka Ryterska

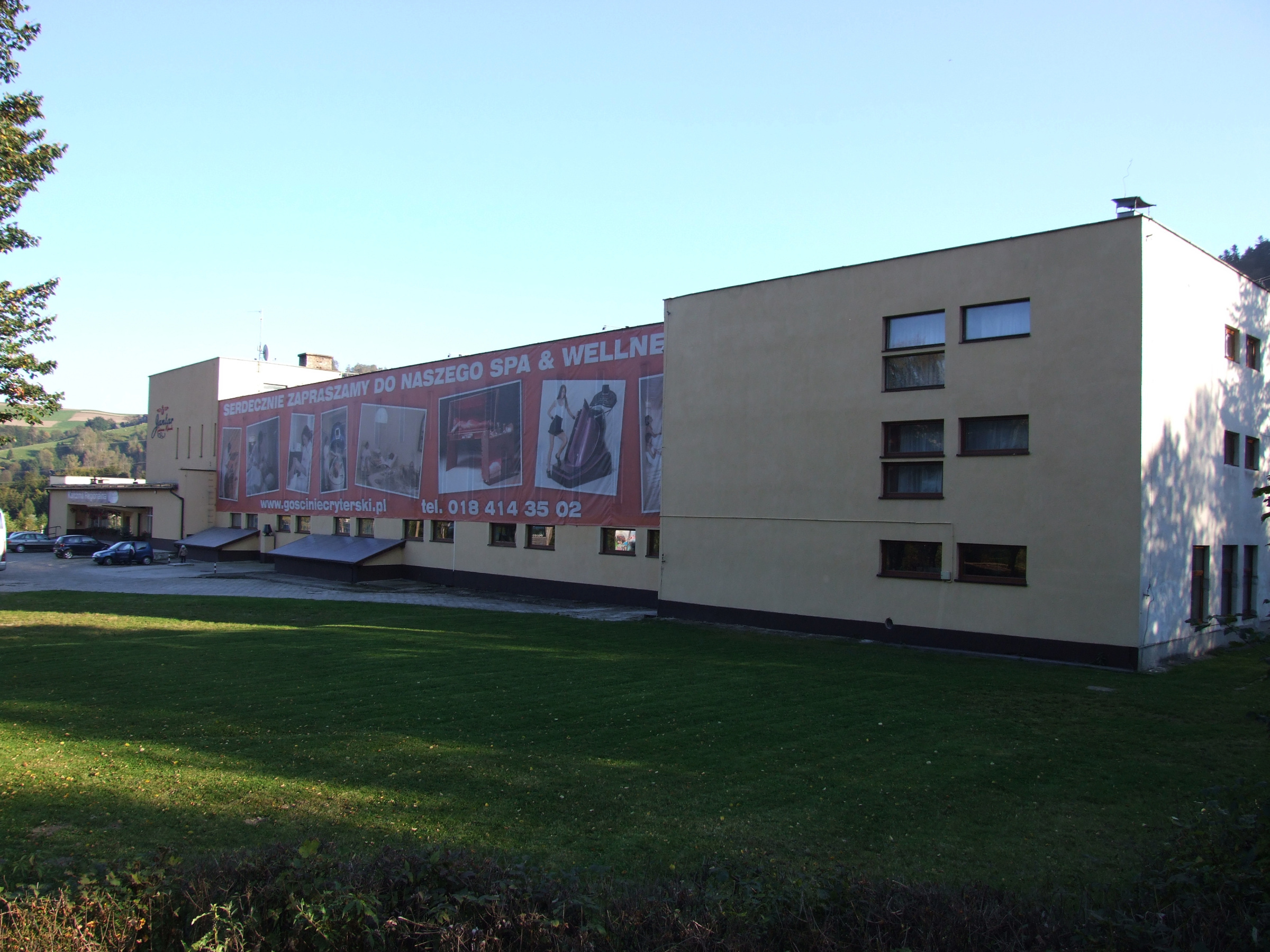
Rytro. Hotel w dolinie Wielka Roztoka Ryterska

Roztoka Ryterska – wieś w Polsce położona w województwie małopolskim, w powiecie nowosądeckim, w zachodniej części gminy Rytro. Zajmuje obszar 2264 ha (22,64 km²) i jest największym terytorialnie sołectwem gminy. Zamieszkuje ją ponad 400 mieszkańców.

## Położenie
Rozpościera się od wys. 380 m (dolina potoku Wielkiej Roztoki) do wys. 1262 m (Radziejowa). Roztoka swymi granicami obejmuje górną część dolin Małej i Wielkiej Roztoki i wschodnie lesiste stoki i odnogi Pasma Radziejowej.
Od zachodu graniczy z gminą Szczawnica (Jaworki), na północy z gminą Stary Sącz (Przysietnica), od południa z miastem Piwniczna-Zdrój (Kosarzyska) i gminą Piwniczna-Zdrój (Młodów) od wschodu z Rytrem.

## Części wsi
| SIMC    | Nazwa         | Rodzaj     |
| ------- | ------------- | ---------- |
| 0459543 | Czarna Młaka  | część wsi  |
| 1067265 | Majdan        | część wsi  |
| 0459649 | Padulówka     | przysiółek |
| 1067302 | Pod Jasionową | przysiółek |
| 1067319 | Pod Majdan    | część wsi  |
| 1067354 | Zbysiorowskie | przysiółek |

## Etymologia nazwy i opis miejscowości
Nazwa wsi pochodzi od jednej z najczęściej spotykanych w górach nazw topograficznych – Roztoka, co ma oznaczać „rozwidloną dolinę”, „dolinę górską z potokiem”.
Inne spotykane nazwy: „Rostoka”, „Rostoka Ryterska” (1942). Zabudowa wsi skupia się głównie w dolinie potoku i parę domów rozrzuconych na stokach Mikołaski i po lewej stronie doliny potoku Wielkiej Roztoki. Część doliny Małej Roztoki należy do sąsiedniej wsi Młodów (M i G Piwniczna), co jest powodem ciekawego przypadku p. M. Zbyszowskiego (Młodów 38). Dolina potoku Wielka Roztoka częściowo należy do Rytra. Granica biegnąca potokiem, zostawia po stronie Rytra ośrodki „Perła Południa” i „Ryterski Gościniec” (d. „Jantar”) i gminny park ekologiczny. Natomiast do Roztoki Ryterskiej należą już zabudowania leśniczówki (Roztoka Ryterska 33), gajówka Bystry Potok (Roztoka Ryterska 44) i tzw. Domek natury. Nowo otwarty Ośrodek Narciarski „Ryterski Raj” w zdecydowanej części znajduje się na terenie Roztoki Ryterskiej (stoki Jastrzębskiej Góry). Roztoka jest przedłużeniem Rytra, zabudowa przechodzi niepostrzeżenie z Rytra w Roztokę. Do listopada 2010 roku brak było zielonej tablicy wjazdowej (E 18) oznaczającej miejscowość.
Poszczególne części wsi noszą nazwy: Majdan, Pod Majdanem, Pagorek, Kamieniec, Ogród (Na Ogrodzie), Padulówka, Syskówka, Pod Jasionową, Zbyszowskie (dawniej zwane Hucisko).
Załącznik nr 2 do Statutu Sołectwa Roztoka Ryterska z 2012 r. wymienia 6 przysiółków: Majdan, Pod Majdan, Padulówka, Obłazy od Roztoki, Zbysiory, Syskówka.
Drewniana zabudowa począwszy od lat 70. XX w została wyparta przez bezstylowe domy murowane. Zachowało się parę drewnianych domów z drewnianą zabudową gospodarczą. Około 80% powierzchni wsi zajmują lasy. Dominują tu pospolite gatunki drzew: buk, świerk, jodła i inne. Kompleksy leśne należą do Lasów Państwowych – Nadleśnictwo Piwniczna (Leśnictwo Roztoka Mała i Leśnictwo Roztoka Wielka). W latach 1945–1975 było to Nadleśnictwo Rytro. Od 1987 r. w granicach Popradzkiego Parku Krajobrazowego. Potok Roztoka (zwany też Roztoczanką a nawet Rytrzanką) powstaje z połączenia dwóch ramion: Roztoki Małej dł. 6 km i Roztoki Wielkiej o dł. 7 km, wypływających ze źródeł leśnych spod Radziejowej i Wielkiego Rogacza. Jest on największym lewobrzeżnym dopływem Popradu. Wskutek większych opadów zamienia się często w groźną rzekę.
W dolinie potoku Roztoka Wielka spotykane są źródła wody mineralnej siarczkowej (HCO³-Ca-Na). Źródła te: „Rogaś” (d. „Źródło Hrabiny”) i „Katarzyna” w 1997 r. zostały uznane za pomniki przyrody. Pod Radziejową można spotkać też okresowe stawki. Znaleźć można też kilka małych jaskiń szczelinowych największa Roztoczańska liczy ok. 130 m długości (okolice polany Koniecznej).

## Historia
Tereny te do 1770 r. należały do ziemi krakowskiej jako część Sądecczyzny. Pierwotnie doliny obu Roztok porastała rozległa Puszcza Karpacka, której skrawek 56 ha można jeszcze zobaczyć w rezerwacie Baniska w bocznej dolinie Wielkiej Roztoki. Tereny te były własnością królewską, zarządzaną po upadku znaczenia zamku ryterskiego (I poł. XVI w.) z Barcic (starostwo barcickie). W „Księdze uposażeń diecezji krakowskiej” Jana Długosza z ok. 1475 r. wspomniana jest dolina Roztoki (Rosthoka) w związku z poszukiwaniem tu złota w XIII w. Wspomina o tym cytowany tam tzw. „Testament Piotra Wydżgi”, który rzekomo miał powstać nieco po 1223 r. a przekazany został Długoszowi z klasztoru klarysek starosądeckich w 1455 r.
Duże nachylenie terenu skutecznie ograniczało zasięg osadnictwa, które do XVIII w. ograniczało się do Rytra. Po zasiedleniu sąsiednich dolin, gdy zrobiło się tam ciasno przyszła kolej na osadnictwo w dolinie Roztoki. Część terenów zamieniano stopniowo na wyręby, a następnie na polany i pola uprawne. Osiedlali się tu chłopi z sąsiednich wsi: Rytra, Suchej Strugi, Młodowa, Przysietnicy i Barcic. Chłopi żyli z rolnictwa, hodowli bydła, wołów i owiec, wypalania węgla drzewnego, bartnictwa. Zatrudniani byli również przez właścicieli okolicznych lasów jako drwale i zwozili drewno do ryterskiego tartaku. Według miejscowych podań na terenie obecnej wsi miały kiedyś istnieć młyny na Małej Roztoce i huta szkła – miałyby o tym świadczyć znajdowane, podczas prac polowych duże ilości zeszklonych pozostałości,. W sierpniu 1770 r. tereny te zostały zagarnięte i przyłączone do monarchii habsburskiej (początkowo do Królestwa Węgierskiego (1770–1773), następnie do austriackiej Galicji). Austriacki już spis z 1777 r. wykazał istnienie w Roztoce 14 domów i 87 mieszkańców.
W 1785 r. tereny te władze austriackie przyłączyły do sądeckich kameralnych dóbr państwowych, zarządzanych od 1801 r. ze Starego Sącza (K.k. Cameral Amt in Alt Sandez). Według cesarskiego zarządzenia z 1784 r. osiedle liczące co najmniej 10 domów mogło tworzyć gminę wiejską. Roztoka spełniała ten warunek i od 1786 r. występuje w dokumentach jako wieś. W niektórych publikacjach można spotkać się z informacjami jakoby Roztoka powstała w I poł. XVII w. i stanowiła własność kościelną i należeć do muszyńskiego państwa biskupów krakowskich. Informacje te dotyczą Roztoki Wielkiej położonej w dolinie Kamienicy Nawojowskiej, obecnie w gminie Łabowa.
W czasach autonomicznej Galicji, po 1867 r. Rostoka Ryterska (ówczesna pisownia) była gminą jednowioskową z wydzielonym z niej obszarem dworskim. Wójtami bywali przedstawiciele rodzin Olszowskich i Tomasiaków. Według „Przewodnika statystyczno-geograficznego” K. Orzechowskiego z 1872 r. (dane z 1870 r.) Roztokę zamieszkiwało 196 mieszkańców, zajmowała obszar 328 mórg (morga – 0,56 ha), w tym grunty orne 101 mórg, 164 morgi zajmowały łąki i ogrody, a pastwiska 63 morgi. Obszar dworski liczył 3565 mórg lasów, 13 mórg łąk, 2 morgi pastwisk i morgę roli. Wedle ówczesnej terminologii obszar gminy zaliczano do terenów o przeważającem gospodarstwie leśnem tudzież chów bydła, uprawa żyta i owsa. Mieszkańcy należeli do parafii w Barcicach (parafia w Rytrze powstała w 1931). Do sądu powiatowego i notariusza udawali się do Starego Sącza. Urzędy powiatowe i sąd obwodowy, urząd podatkowy znajdowały się w Nowym Sączu. Pocztę mieli w Starym Sączu (poczta w Rytrze powstała dopiero w 1888 r.).
Lasy w Roztoce (dawniej lasy kameralne) w 1870 r. Należały do Towarzystwa dla produkcyi leśnej w Wiedniu. Następnie nabył je baron Johann Freiherr von Liebieg junior (1836–1917) z Reichenberga (obec. Liberec w Czechach). W 1906 r. kupił je hrabia Dominik Potocki z Bobrownik koło Tarnowa za 2,16 mln koron austriackich. Dwa lata później za 5 mln koron sprzedaje je Niemcowi z Westfalii Gustawowi Linnartzowi. Od 3 września 1916 do 1 marca 1945 roku stanowiły własność hrabiego Adama Stadnickiego (majątek Nawojowa – Rytro – Szczawnica) z Nawojowej. Zimą 1937 roku podczas miesięcznego pobytu w Krynicy holenderskiej księżnej Juliany ze świeżo poślubionym mężem księciem Bernardem, w tutejszych lasach hrabia Stadnicki wydał na ich cześć polowanie (27 stycznia 1937).
Polowania dla różnych rodzaju dygnitarzy partyjnych i państwowych kontynuowano też po upaństwowieniu tych lasów. W lasach tych znajdowało się ponad 20 polan należących do mieszkańców Rytra i Roztoki. Na kilku polanach wysoko położonych znajdowały się gospodarstwa. I tak na polanie Jasionowa – 2 gospodarstwa (Gondek, Maślanka), na Kanarkówce jedno (Lisowski), Jaworzyna Wielka jedno (Gawlak), na Magorzycy jedno (Chałas), na Koniecznej nawet 5 (wymienione za czasów hrabiego Stadnickiego na grunty w Przysietnicy), Maćkowska dwa (Padula i Kulig). Ostatnim gospodarującym na Kicorze był p. Wojciech Buczek zmarły w marcu 2012 r. (w wieku 98 lat). Jeszcze dzisiaj na opuszczonych polanach można spotkać resztki zabudowań – kamienne fundamenty, piwnice, zdziczałe drzewa owocowe. Większość polan została zasadzona i po niektórych nie ma już śladu. W lipcu 1906 r. rozpoczął się tutaj zorganizowany ruch turystyczny (pierwsza wycieczka Towarzystwa Turystycznego z Nowego Sącza), co upamiętnia pomnik w dolinie Wlk. Roztoki.
Działania wojenne pierwszej wojny nie objęły tych terenów. Wojska rosyjskie dotarły w listopadzie 1914 r. do Barcic, tu zostały zatrzymane a w grudniu odrzucone na wschód. W niepodległej II RP Roztoka utrzymała status gminy do 1934 r. Po reformie została gromadą gminy zbiorowej Piwniczna-Wieś. Według danych z 1930 r. Roztoka liczyła 269 osób. Mieszkał tu jeden Żyd – Aron Żorn, prowadzący tu trafikę. Jego dzieci jeszcze przed wojną wyjechały do Palestyny. Od 1 lipca 1922 r. organizowano tu obozy letnie przysposobienia rezerw, a później Przysposobienia Wojskowego i Wychowania Fizycznego. W 1937 r. wspólny obóz polsko-rumuński wizytował tu ks. Michał Rumuński (24 lipca 1937 r.), późniejszy król Rumunii (1940–1947).
Okupacja niemiecka trwała tu od 4 września 1939 r. do 23 stycznia 1945 r. Wojna przyniosła z sobą biedę, głód, choroby. Największa śmiertelność panowała w latach 1942 i 1943. W stosunku do okupanta mieszkańcy wykazywali różne postawy: od gorliwej współpracy po udział w ruchu oporu. Warunki terenowe, zwarte kompleksy leśne, wysoko w górach położone osiedla stwarzały warunki do prowadzenia działań partyzanckich. Działały tu oddziały Batalionów Chłopskich, Armii Krajowej, a od 1944 partyzanci radzieccy. Grasowali tutaj też zgrywających się na partyzantów zwykli rabusie (miejscowi), rabujący wszystko co miało jakąkolwiek wartość. Patronem ryterskiej szkoły podstawowej jest roztoczanin Stefan Pawlik ps. Puszczyk, żołnierz AK poległy w 21 stycznia 1945 r. wzbudzający w czerwcu 2008 sporo kontrowersji (współpraca z partyzantami radzieckimi) podczas przekazywania szkole sztandaru.
Pamiątką tamtych lat są pomniki poświęcone partyzantom. W dolinie Wielkiej Roztoki za leśniczówką, w bloku piaskowca jest stylizowany na obelisk, pomnik Partyzantom Ziemi Sądeckiej odsłonięty w 1966 r. Na polanie Konieczna, we wrześniu 1976 r. wzniesiono pomnik o konstrukcji metalowej w kształcie skrzydeł (obecnie zniszczony) a w 1971 roku mały obelisk informujący o śmierci w tym miejscu 3 partyzantów.
W minionej epoce organizowane były na Koniecznej rocznicowe uroczystości ku czci partyzantów polskich i radzieckich. Wytyczono nawet specjalny szlak turystyczny prowadzący na Halę Konieczna.
Wybudowana w dolinie Małej Roztoki w 1950 r. kapliczka(z cegieł pozostałych po wysadzonym ryterskim tartaku) pod wezwaniem MB Królowej Polski (ostatnio odnowiona i poświęcona 3 maja 2008) też upamiętnia wojenne wydarzenie (wdzięczność za ocalenie życia podczas niemieckiej obławy na partyzantów). Po II wojnie w 1947 r. po kilka rodzin tutejszych wyjechało na tereny połemkowskie (Jastrzębik koło Muszyny) i tzw. Ziemie Odzyskane (Dolny Śląsk). Dzięki staraniom ks. Józefa Woźniackiego, od 1953 r. Siostry Felicjanki mają tu swoją placówkę. (Dom lokalny śś. Felicjanek pw. MB Dobrej Rady, Roztoka Ryterska 10).
Roztoka skorzystała dużo podczas tzw. eksperymentu sądeckiego w latach 1958–1964. Wieś zelektryfikowano (zdarzały się przypadki oporu gospodarzy przed przyjęciem prądu), pobudowano asfaltowe drogi. Upaństwowione lasy i zakłady przemysłowe Nowego Sącza, Starego Sącza, Piwnicznej, ośrodki wypoczynkowe dawały zarobek mieszkańcom wsi. Od 1954 do 1972 Roztoka jako gromada podlegała Prezydium Gromadzkiej Rady Narodowej w Rytrze. Kolejna reforma administracyjna: to status sołectwa Miasta i Gminy Piwniczna. Od 1994 r. jest sołectwem reaktywowanej gminy Rytro. Ostatnie lata to telefonizacja, budowa wodociągu, kanalizacja. Równocześnie zanikają tradycyjne zajęcia mieszkańców, (rolnictwo, hodowla), młodzież wyjeżdża za granicę w poszukiwaniu pracy, brak tu jakiejkolwiek instytucji kulturalnej. Być może otwarty w 2006 r. ośrodek narciarsko-rekreacyjny Ryterski Raj wymusi potrzebne zmiany.
Dolinę Roztoki rozpropagowała Maria Kownacka (przebywała w Rytrze w latach 1955–1958) książką Rogaś z Doliny Roztoki (1957).
Wieś nie posiadała i nie posiada herbu. W czasach autonomii galicyjskiej gmina posługiwała się okrągłą pieczęcią napisową Zwierzchność Gminna. Rostoka ad Rytro.

## Demografia
Ludność według spisów powszechnych, w 2009 według PESEL.
| Rok    | 1900 | 1921 | 1931 | 2002 |
| Liczba | 39   | 44   | 59   | 70   |

| Zwierzęta | Konie | Bydło | Owce | Świnie |
| Liczba    | 17    | 122   | 65   | 24     |